# 诺伊贝格条约
《诺伊贝格条约》（Treaty of Neuberg），是于1379年9月25日，由阿尔布雷希特三世与其弟利奥波德三世签订的哈布斯堡家族家族内部的领土分割条约。自此，哈布斯堡家族分裂为阿尔布雷希特支系与利奥波德支系 ，家族领土也一分为二，直到腓特烈三世时期才重归统一。

## 背景与条款
1364年，鲁道夫颁布家族法“Rudolfinische Hausordnung”，让两位弟弟进行联合统治。鲁道夫早逝，他的兄弟很快闹掰，与米尔茨河畔诺伊贝格修道院签署了此项条约：
阿尔布雷希特支系（1457 年绝嗣）保留了奥地利大公国，即上奥地利和下奥地利。
利奥波德支系成为施蒂里亚（当时包括皮滕和维也纳新城）、卡林西亚、卡尼奥拉（1374 年得到伊斯特拉边区与文迪什边区）、蒂罗尔和外奥地利，以及的里雅斯特和弗留利。

## 结果
自此，哈布斯堡领土陷入分裂，自阿尔布雷希特二世死后，阿尔布雷希特支系已经式微。其子拉斯洛死后，支系断绝。由腓特烈三世继承其领地。哈布斯堡领土归于统一。